# Novumbra hubbsi
Novumbra hubbsi – gatunek niewielkiej, słodkowodnej ryby z rodziny muławkowatych (Umbridae), jedyny przedstawiciel rodzaju Novumbra. Występuje w Ameryce Północnej. Osiąga do 8 cm długości. Nie ma znaczenia gospodarczego. Od przedstawicieli pokrewnego rodzaju Umbra różni się budową aparatu szczękowego.